# 2025年利物浦駕車撞人事件
英國夏令時2025年5月26日，一名男子在英國默西賽德郡利物浦水街駕車衝入正在慶祝利物浦足球會奪得英格蘭超級聯賽冠軍的勝利巡遊活動。西北救護服務處表示，事件造成79人受傷，其中50人需送院治理；默西賽德郡警方當場拘捕一名53歲白種英國人男子。

## 背景

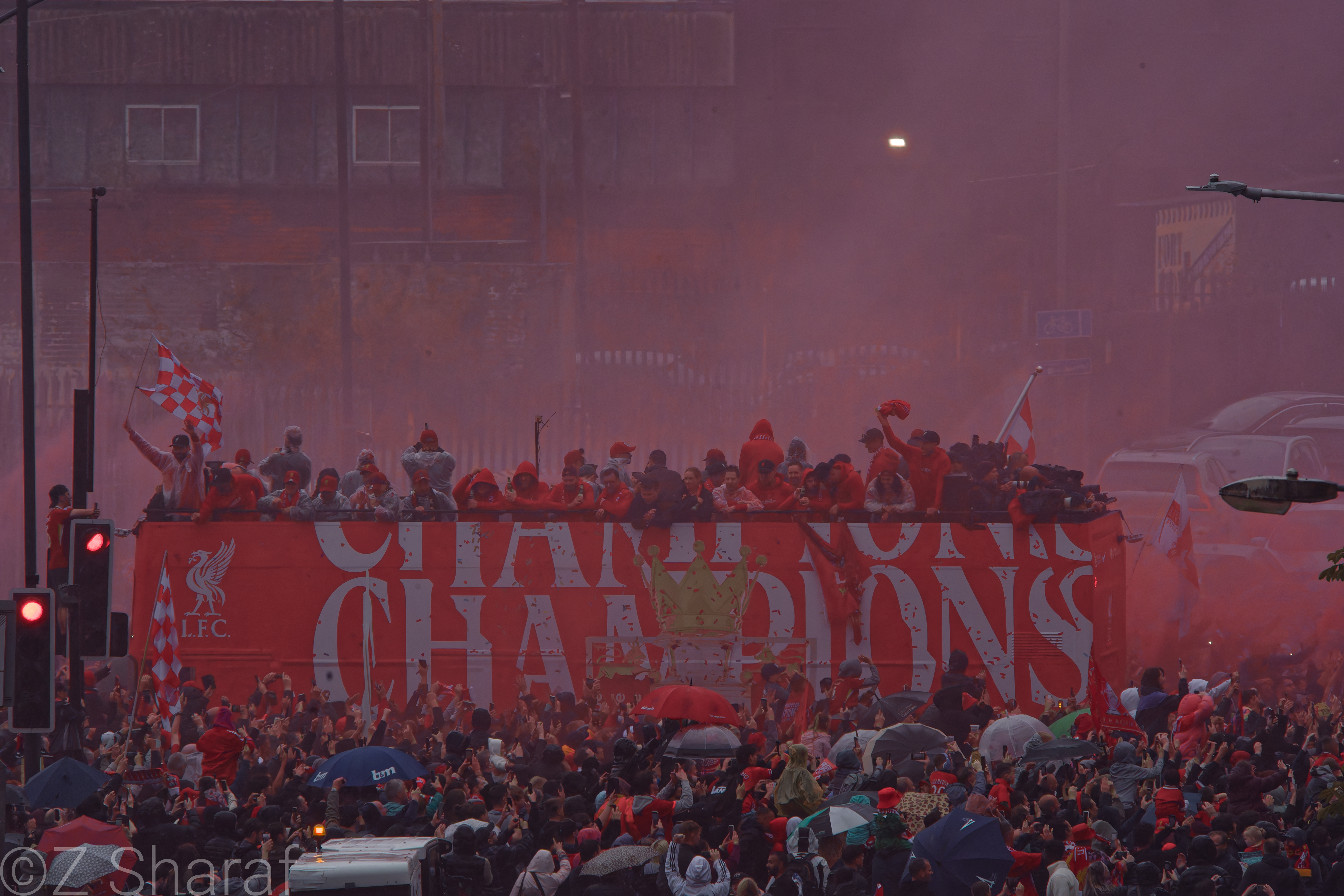
利物浦足球會贏得英超聯賽冠軍後上街遊行慶祝

事發前，大批市民及利物浦球迷參與球隊於全市舉行的勝利巡遊，慶祝其奪得2024年至2025年英格蘭足球超級聯賽冠軍。據估計，當日約有100萬人湧入街頭觀賞巡遊。載有球隊成員與工作人員的開篷巴士沿一條長約10英里（16公里）的路線行駛，由Allerton Maze出發，最終抵達市中心的The Strand。事件發生時，巴士已駛離該區約10分鐘。

## 事件

車輛行駛路線

英國夏令時2025年5月26日晚上6時許，一名司機在利物浦水街與行人發生爭執後，突然駕車衝向正在參與巡遊的人群。車輛一度停下，但人群開始砸車窗時，司機再次加速，撞向更多人。有目擊者稱，司機的行為看似蓄意。傳媒報道，部分頭部及四肢受傷的傷者被安置在附近一間餐廳接受初步治療。至晚上7時，西北空中救護處直升機已抵達現場，警方迅速封鎖區域，設立警戒線與金屬欄杆，並拘捕一名男子。現場架起大型藍色帳篷，一名救護員擔心皇家利物浦大學醫院可能會應接不暇。默西賽德郡警方指出，涉案的是一名53歲英國白人男子，居於利物浦一帶，並透露反恐部門已介入調查。
晚上近9時30分，西北救護服務處表示已完成現場清理，並將於當晚稍後時間召開記者會公佈傷者情況。晚上10時51分，記者會正式開始，西北救護服務處證實，共有27人被送院，其中包括4名兒童；另有20人現場接受治療，多為輕傷。送院者中，有兩人傷勢嚴重，包括一名兒童；另有若干人自行前往醫院求醫。默西賽德消防及救援服務處補充，有4人一度被困車底，其中包括一名兒童。一名與女友一同被撞的北愛爾蘭男子在醫院接受BBC新聞訪問時形容，自己「痛苦萬分」。一名單車救護員亦曾遭車撞倒，但幸未受傷。事件後第二天，默西賽德郡警方在新聞發佈會上公佈最新消息，稱事件共有65人受傷，其中50人已被送往醫院；他們還補充說，仍有11人情況穩定。默西賽德郡警方後來表示，他們又與另外14人交談，使受傷總人數增至79人。

## 疑犯
警方在現場拘捕一名53歲男子，來自默西賽德地區，並相信他是案發時駕駛涉事車輛的人。據報導，該車為一輛灰色Ford Galaxy。警方目前將事件定性為單一個案，並不視為恐怖襲擊，指出若要列為恐怖活動，須證明涉事者的行為是為了推動政治、宗教、種族或意識形態目的。
默西賽德郡警方在5月27日下午3時30分召開記者會表示，該名被扣留男子涉嫌謀殺未遂、危險駕駛以及藥後駕駛，被正式拘捕。據了解，事發時該名司機是尾隨一輛正趕赴一宗懷疑心臟病個案現場的救護車駛入水街，當時路障曾短暫移除。警方補充，事件中共50人送院，當中11人仍留醫，情況穩定。
水街已於5月28日上午重新對外開放。警方同日表示已獲批准延長疑犯的羈留時間，並確認仍有7人留院，情況穩定。
警方經翻查閉路電視錄影，發現涉案車輛在水街事件發生前曾駛經戴爾街，當時街道擠滿人群。

## 反應
英國國王查理斯三世表示，「利物浦引以為傲的社區精神，將為有需要的人帶來支持與安慰」；英國首相施紀賢形容事件「駭人聽聞」，並向參與救援的緊急服務部門致謝，他表示，全國人民「與利物浦站在一起」，並於5月28日下午親赴當地，與當地警隊高層會晤。皇家利物浦大學醫院的醫護人員亦宣佈取消原定的罷工行動，以應對緊急情況；安妮長公主則於翌日前往醫院探訪傷者。利物浦足球會發表聲明表示「對所有受事件影響者致以慰問與祈禱」，並向前線應急人員提供協助。利物浦市長史提夫·羅瑟勒姆說：「今天是艱難的一天」，但強調「我們會團結一致」面對。
英超聯賽亦表示，「誠摯關懷所有傷者與受影響人士」，並向利物浦足球會表達全力支持。同市球會愛華頓也表示，他們與傷者及受影響者同在。前利物浦球星羅比·福勒形容事件「令人心碎」，坦言自己感到「非常噁心」與不安。現利物浦隊長維基爾·雲迪克表示他與傷者同在、並會為他們祈禱。
保守黨黨魁栢丹娜指事件「令人極度憂慮」和「可怕」，並向所有傷者與前線人員表達慰問與敬意。內政大臣顧綺慧感謝緊急服務隊伍迅速應對這場「真正震撼與可怖的悲劇場面」。前內政大臣祁湛明表示：「利物浦，我們今晚與你同在。」多名政界人物亦發聲支持，包括利物浦市中心選區國會議員金·約翰遜、自由民主黨黨魁戴宏、范翹思及影子內政大臣、諾斯利選區議員安妮莉絲·米奇利。

## 評論
路透社指出，2024年南港持刀襲擊事件的虛假訊息傳播引發騷亂後，英國警方「罕有地迅速公開被捕男子的身分特徵」，旨在壓止有關動機的揣測。